# Metropolia di Imbro e Tenedo

Localizzazione delle isole di Imbro e Tenedo.

La metropolia di Imbro e Tenedo (in greco: Ιερά Μητρόπολις Ίμβρου και Τενέδου) è una diocesi del patriarcato di Costantinopoli in Turchia. Costituisce una delle circoscrizioni ecclesiastiche attive del patriarcato in territorio turco, benché quasi spopolate.
Dal 9 marzo 2020, metropolita di Imbro e Tenedo è Cirillo Sykis.

## Territorio
La metropolia comprende le isole di Imbro e Tenedo nella parte nord-orientale del mar Egeo.
Sede della metropolia è la città di Gökçeada, sull'isola di Imbro, dove si trova la cattedrale metropolitana della Dormizione della Vergine Maria.

## Storia
La presente metropolia comprende due antiche diocesi di epoca bizantina.

### Diocesi di Tenedo
Tenedo fu sede di una diocesi, suffraganea dell'arcidiocesi di Mitilene, sull'isola di Lesbo. Nelle Notitiae Episcopatuum del patriarcato di Costantinopoli, Tenedo compare per la prima volta all'inizio X secolo, nella Notitia tradizionalmente attribuita all'imperatore Leone VI, al terzo posto tra le suffraganee di Mitilene. La diocesi è documentata ancora in altre Notitiae fino al XII secolo; in tre Notitiae del XIV secolo è annoverata tra le metropolie del patriarcato.
Michel Le Quien, nella sua opera Oriens Christianus, attribuisce a Tenedo tre vescovi: Diodoro, che firmò la lettera sinodale del concilio di Sardica (343/344); Anastasio, deposto nel 431 per le sue posizioni teologiche favorevoli al nestorianesimo; e Florenzio, che fece parte del cosiddetto brigantaggio di Efeso del 449 e del concilio di Calcedonia del 451. In realtà Florenzio era vescovo di Mitilene, che, dopo la deposizione di Anastasio, assumeva in sé anche la carica di vescovo di Tenedo, di Poroselene e del litorale asiatico di competenza dei vescovi di Lesbo; in questa occasione sembra che Florenzio fosse rappresentato sull'isola di Tenedo da un corepiscopo, Evelpisto. La sigillografia ha restituito il nome del vescovo Giorgio, il cui sigillo è datato all'XI secolo.
Nel XIV secolo è noto un solo metropolita di Tenedo, Giuseppe, menzionato nel 1354. Tuttavia, poco dopo, la metropolia fu unita a quella di Periteorio in Tracia e di fatto la diocesi scomparve. Dopo l'occupazione ottomana dell'isola (1456), le comunità ortodosse di Tenedo divennero parte della metropolia di Mitilene, fino al 22 gennaio 1925, quando l'isola fu unita a quella di Imbro dando origine all'odierna metropolia.

### Metropolia di Imbro
Nel corso del primo millennio cristiano Imbro non aveva una propria sede episcopale, e molto probabilmente l'isola apparteneve alla diocesi di Lemno, isola a occidente di Imbro. Nel IX secolo la sede di Lemno e Tenedo fu elevata al rango di arcidiocesi e poi, attorno al 1010, divenne un esarcato, direttamente dipendente dal patriarca di Costantinopoli. Nel 1397 l'esarcato fu soppresso e Manuele II Paleologo eleva l'isola di Tenedo a sede autonoma con il rango di arcidiocesi. Poco prima della caduta di Costantinopoli Imbro venne elevata al rango di metropolia, al 70º posto tra quelle del patriarcato.
Imbro ebbe stretti rapporti con i monasteri del Monte Athos. Molti atti conservati nei regesti monastici confermano la presenza di diverse proprietà monastiche nell'isola.
L'arcidiocesi di Imbro fu creata nel mese di gennaio 1397, e fu eletto come primo arcivescovo Giorgio, appartenente al clero imperiale. L'atto di erezione dell'arcidiocesi è ancora conservato oggi e costituisce l'unico caso di documento coevo ancora esistente relativo a questo tipo di operazioni ecclesiastiche.
A causa della cessione di Lesbo alla Grecia, l'isola di Tenedo, rimasta in Turchia, fu separata dalla metropolia di Mitilene e il 22 gennaio 1925 fu annessa a quella di Imbro, che assunse contestualmente il nome di "metropolia di Imbro e Tenedo". Tra i metropoli di Imbro e Tenedo si ricorda in particolare Demetrio Papadopoulos, che il 16 luglio 1972 fu eletto dal Santo Sinodo del patriarcato nuovo patriarca di Costantinopoli con il nome di Demetrio I.

## Cronotassi

### Vescovi di Tenedo
- Diodoro † (menzionato nel 343/344)
- Anastasio † (? - 431 deposto)
- Florenzio ? † (prima del 449 - dopo il 451)
- Giorgio † (XI secolo)
- Giuseppe † (menzionato nel 1354)

### Arcivescovi e metropoliti di Imbro
- Giorgio † (gennaio 1397 - ?)[14]
- Doroteo † (menzionato nel 1458/1459)[14]
- Leonzio † (menzionato nel 1541)[16]
- Gioacchino † (menzionato nel 1580)[14]
- Partenio † (menzionato nel 1615)[14]
- Macario † (menzionato nel 1616)[17]
- Atanasio † (prima del 1619 - dopo il 1620)[14]
- Cristoforo † (menzionato nel 1626)[18]
- Sofronio † (1627 - 1635 deceduto)[18]
- Abramo † (dopo il 1632)[18]
- Nicodemo † (menzionato nel 1652)[18]
- Paisio † (menzionato nel 1678)[18]
- Daniele † (XVII/XVIII secolo)[14]
- Gregorio † (menzionato nel 1721)[18]
- Melezio † (aprile 1733 - 14 maggio 1743)[17]
- Gioacchino † (14 maggio 1743 - febbraio/marzo 1745)[17]
- Melezio † (2 marzo 1745 - agosto 1745)[17]
- Atanasio † (17 agosto 1745 - novembre 1759)[17]
- Niceforo † (novembre 1759 - 14 febbraio 1762)[17]
- Neofito † (15 febbraio 1762 - marzo 1785)[17]
- Ignazio † (marzo 1785 - gennaio 1793)[17]
- Niceforo Tsepelis † (gennaio 1793 - febbraio 1825 deceduto)[19]
- Giuseppe † (ottobre 1825 - febbraio 1835 eletto metropolita di Varna)[19]
- Neofito † (febbraio 1835 - 1836 deceduto)[19]
- Neofito † (2 novembre 1836 - 10 gennaio 1853 eletto metropolita di Stroumitsa)[19]
- Gioannizio † (10 gennaio 1853 - 20 dicembre 1863 sospeso)[19]
- Paisio Kourentis † (dicembre 1863 - 1º maggio 1873 eletto metropolita di Metimna)[19]
- Niceforo Klycas † (2 maggio 1873 - 23 marzo 1881 eletto metropolita di Metimna)[19]
- Paisio Kourentis † (23 marzo 1881 - 16 maggio 1902 sospeso) (per la seconda volta)[19]
- Filoteo Konstantinidis † (18 maggio 1902 - 27 novembre 1904 deceduto)[19]
- Gioannizio Margaritiadis † (31 marzo 1905 - gennaio 1908 deceduto)[19]
- Crisostomo Kavouridis † (31 luglio 1908 - 14 giugno 1912 eletto metropolita di Pelagonia)[19]
- Panareto Petridis † (21 giugno 1912 - febbraio 1922 deceduto)[19]
- Gioacchino Kavyris † (24 febbraio 1922 - 9 ottobre 1924 eletto metropolita di Ikaria)[19]

### Metropoliti di Imbro e Tenedo
- Giovanni Vasilikos † (16 ottobre 1924 - 23 marzo 1926 eletto metropolita di Velia)[19]
- Giacomo Papapaisiou † (4 aprile 1926 - 27 maggio 1950 eletto metropolita di Derco)[19]
- Melitone Chatzis † (30 novembre 1950 - 19 febbraio 1963 eletto metropolita di Eliopoli e Tire)[19]
- Nicola Koutroumpis † (4 aprile 1964 - 15 febbraio 1972 eletto metropolita titolare di Anea)[19]
- Demetrio Papadopoulos † (15 febbraio 1972 - 16 luglio 1972 eletto patriarca di Costantinopoli)[19]
- Fozio Savvaidis † (12 settembre 1972 - 5 settembre 2002 eletto metropolita titolare di Eraclea)[19]
- Cirillo Dragounis (5 settembre 2002 - 9 marzo 2020 eletto metropolita titolare di Moschonisi)[20]
- Cirillo Sykis, dal 9 marzo 2020